# Ghiacciaio Gerila
Il ghiacciaio Gerila (in inglese: Gerila Glacier) è un ghiacciaio lungo 7,5 km e largo 2, situato sulla costa di Zumberge, nella parte occidentale della Terra di Ellsworth, in Antartide. In particolare, il ghiacciaio, il cui punto più alto si trova a circa 2.400 m s.l.m., è situato sul versante orientale della catena principale della dorsale Sentinella, nelle montagne di Ellsworth, a nord del ghiacciaio Burdenis. Da qui esso fluisce verso nord-est a partire dalle pendici orientali dei picchi Long e scorrendo tra i due picchi fino ad unire il proprio flusso a quello del ghiacciaio Ellen, a nord del picco Bruguière..

## Storia
Il ghiacciaio Gerila è stato così battezzato dalla Commissione bulgara per i toponimi antartici in onore del fiume Gerila, che scorre nella Bulgaria nord-orientale.